# شهرک صنعتی اشتهارد

## درباره شهرک صنعتی اشتهارد
شهرک صنعتی اشتهارد به دلیل نزدیکی به پایتخت و همچنین قرار گرفتن در شعاع بالای ۱۲۰ کیلومتری از تهران (معافیت مالیاتی و حقوق گمرکی) می‌تواند مکان مناسبی برای سرمایه‌گذاری باشد.
سهولت در دسترسی به شاه راه‌های مواصلاتی نظیر کمربندی جدید آبیک- چرمشهر، وجود نیروی انسانی متخصص و همچنین معافیت مالیاتی (طبق مصوبه ۱۳۹۹/۱/۹ هیئت دولت)، مناسب بودن قیمت زمین و کارخانجات موجود برای واگذاری ، امکانات کامل (آب، برق، گاز و ...) این شهرک را به مکان مناسبی جهت احداث کارخانجات جدید و تولید انواع محصولات نموده‌ است.
از شرکت‌های بزرگ در این منطقه می‌توان به شرکت‌های زیر اشاره نمود .
شرکت صنایع شیمیایی فرتاک لوتوس]، شرکت توان ‌فلز پایا Tak Frame ، شرکت آرمان اکسیر سلامت , 
شرکت ارکیدآرا الوان ،شرکت پلاستیک کار،شرکت داروگر، شرکت همگان کار صنعت، شرکت کاشی و سرامیک زاگرس، پدیده شیمی پایدار،شرکت BEEM, شرکت موتورسیکلت تلاش، شرکت ریس نخ، شرکت پرشین دلفین نیلگون (دلفین)،شرکت شیشه ایمنی به نور شرکت والاقطعه ، شرکت مهندسین مشاور نوین گستر الموت و شرکت پلیمر پوشش افرا و کارخانه فناوران خورشید نفیس.

## تعداد واحدهای فعال
845 
لیست واحدهای شهرک صنعتی اشتهارد
۱۲۲۷۵